# 大田了介
大田 了介（おおた りょうすけ、1926年2月25日 - 2016年9月23日）は、日本の機械工学者、教育者。大阪工業大学名誉教授、工学博士。大阪工業大学機械工学科同窓会第5代会長。空気調和・衛生工学会近畿支部元支部長。
専門は、工業熱力学（特に伝熱工学、蒸気工学）、流体工学。

## 略歴
1955年大阪工業大学工学部機械工学科に着任、林太郎・増尾竜一・佐藤次彦らと共に機械工学教室（熱工学・流体工学研究室）を担当。1960年助教授を経て、同学科教授。同大学機械工学科研究室で多数の研究室生を輩出し、その研究室卒業生により「知新会」が形成される。1991年大阪工業大学高等学校（現：常翔学園高等学校）校長に就任するも、心臓バイパス手術の経験を機に校長を離任。　1995年大阪工業大学名誉教授。2016年9月23日逝去。
大阪工業大学機械工学科にて、30年以上の長きに渡り教鞭を執り、大学初期の工業熱力学・流体工学の研究・推進に貢献し、大阪工業大学機械工学科同窓会第5代会長も務めた。また、同大学法人グループの大阪工業大学高等学校（現：常翔学園高等学校）校長も務め、常翔学園グループの機械工学教育にも貢献した。
主な所属学会は、日本機械学会、空気調和・衛生工学会 （通称：空調学会）、日本伝熱研究会（現：日本伝熱学会）など。主な受賞は、産業教育振興中央会「教育功労者賞」(1994)。

## 主な研究
- 空気洗浄器の基礎的研究[7]
- 直交流型冷却塔についての研究[8]
- Plate型熱交換器の性能について
- 流跡相互の傾斜角度を用いた流れの向きの自動解析 - 川崎重工業との共同研究
- 長い鼻管をもつピトー管によるブロッケージ効果の圧力補正法 - 東芝との共同研究